# Interlands Luxemburgs voetbalelftal 2020-2029
Deze pagina toont een chronologisch en gedetailleerd overzicht van de interlands die het Luxemburgs voetbalelftal speelt en heeft gespeeld in de periode 2020 – 2029.

## Interlands

### 2020
|                                                                                     |                     |       |                                                          |                                                                               |
| 5 september UEFA Nations League Groep C1 № 606 «onderlinge duels» 20:00 uur (UTC+4) | Azerbeidzjan        | 1 – 2 | Luxemburg                                                | Olympisch Stadion, Bakoe Toeschouwers: 0 Scheidsrechter: Chris Kavanagh (ENG) |
| 5 september UEFA Nations League Groep C1 № 606 «onderlinge duels» 20:00 uur (UTC+4) | Ramil Sjejdajev 43' |       | 48' (e.d.) Anton Krivotsjoek 72' (pen.) Gerson Rodrigues | Olympisch Stadion, Bakoe Toeschouwers: 0 Scheidsrechter: Chris Kavanagh (ENG) |

|                                                                                     |           |                            |            |                                                                                     |
| 8 september UEFA Nations League Groep C1 № 607 «onderlinge duels» 20:45 uur (UTC+2) | Luxemburg | 0 – 1                      | Montenegro | Stade Josy Barthel, Luxemburg Toeschouwers: 0 Scheidsrechter: Lawrence Visser (BEL) |
| 8 september UEFA Nations League Groep C1 № 607 «onderlinge duels» 20:45 uur (UTC+2) |           | 90+3' (pen.) Fatos Bećiraj |            | Stade Josy Barthel, Luxemburg Toeschouwers: 0 Scheidsrechter: Lawrence Visser (BEL) |

|                                                                        |                             |       |                                               |                                                                                       |
| 7 oktober Vriendschappelijk № 608 «onderlinge duels» 20:15 uur (UTC+2) | Luxemburg                   | 1 – 2 | Liechtenstein                                 | Stade Josy Barthel, Luxemburg Toeschouwers: 0 Scheidsrechter: Alexandre Boucaut (BEL) |
| 7 oktober Vriendschappelijk № 608 «onderlinge duels» 20:15 uur (UTC+2) | Gerson Rodrigues 72' (pen.) |       | 49' Fabio Wolfinger 61' (pen.) Nicolas Hasler | Stade Josy Barthel, Luxemburg Toeschouwers: 0 Scheidsrechter: Alexandre Boucaut (BEL) |

|                                                                                    |                                   |       |        |                                                                                       |
| 10 oktober UEFA Nations League Groep C1 № 609 «onderlinge duels» 15:00 uur (UTC+2) | Luxemburg                         | 2 – 0 | Cyprus | Stade Josy Barthel, Luxemburg Toeschouwers: 1.334 Scheidsrechter: Don Robertson (SCO) |
| 10 oktober UEFA Nations League Groep C1 № 609 «onderlinge duels» 15:00 uur (UTC+2) | Danel Sinani 12' Danel Sinani 26' |       |        | Stade Josy Barthel, Luxemburg Toeschouwers: 1.334 Scheidsrechter: Don Robertson (SCO) |

|                                                                                    |                   |       |                                       |                                                                                      |
| 13 oktober UEFA Nations League Groep C1 № 610 «onderlinge duels» 20:45 uur (UTC+2) | Montenegro        | 1 – 2 | Luxemburg                             | Pod Goricomstadion, Podgorica Toeschouwers: 0 Scheidsrechter: Sascha Stegemann (GER) |
| 13 oktober UEFA Nations League Groep C1 № 610 «onderlinge duels» 20:45 uur (UTC+2) | Igor Ivanović 34' |       | 42' Edvin Muratović 86' Daniel Sinani | Pod Goricomstadion, Podgorica Toeschouwers: 0 Scheidsrechter: Sascha Stegemann (GER) |

|                                                                          |           |                                                             |            |                                                                                    |
| 11 november Vriendschappelijk № 611 «onderlinge duels» 20:30 uur (UTC+1) | Luxemburg | 0 – 3                                                       | Oostenrijk | Stade Josy Barthel, Luxemburg Toeschouwers: 0 Scheidsrechter: Amaury Delerue (FRA) |
| 11 november Vriendschappelijk № 611 «onderlinge duels» 20:30 uur (UTC+1) |           | 61' Gernot Trauner 83' Adrian Grbić 90+1' Philipp Wiesinger |            | Stade Josy Barthel, Luxemburg Toeschouwers: 0 Scheidsrechter: Amaury Delerue (FRA) |

|                                                                                     |                                                    |       |                             |                                                                               |
| 14 november UEFA Nations League Groep C1 № 612 «onderlinge duels» 19:00 uur (UTC+2) | Cyprus                                             | 2 – 1 | Luxemburg                   | GSP-stadion, Nicosia Toeschouwers: 0 Scheidsrechter: Mattias Gestranius (FIN) |
| 14 november UEFA Nations League Groep C1 № 612 «onderlinge duels» 19:00 uur (UTC+2) | Grigoris Kastanos 34' (pen.) Grigoris Kastanos 71' |       | 5' (e.d.) Ioannis Kousoulos | GSP-stadion, Nicosia Toeschouwers: 0 Scheidsrechter: Mattias Gestranius (FIN) |

|                                                                                     |           |       |              |                                                                                    |
| 17 november UEFA Nations League Groep C1 № 613 «onderlinge duels» 20:45 uur (UTC+1) | Luxemburg | 0 – 0 | Azerbeidzjan | Stade Josy Barthel, Luxemburg Toeschouwers: 100 Scheidsrechter: Felix Zwayer (GER) |
| 17 november UEFA Nations League Groep C1 № 613 «onderlinge duels» 20:45 uur (UTC+1) |           |       |              | Stade Josy Barthel, Luxemburg Toeschouwers: 100 Scheidsrechter: Felix Zwayer (GER) |

### 2021
|                                                                       |                      |       |           |                                                                                |
| 24 maart Vriendschappelijk № 614 «onderlinge duels» 18:00 uur (UTC+1) | Qatar                | 1 – 0 | Luxemburg | Nagyerdei-stadion, Debrecen Toeschouwers: 0 Scheidsrechter: Miloš Đorđić (SRB) |
| 24 maart Vriendschappelijk № 614 «onderlinge duels» 18:00 uur (UTC+1) | Mohammed Muntari 12' |       |           | Nagyerdei-stadion, Debrecen Toeschouwers: 0 Scheidsrechter: Miloš Đorđić (SRB) |

|                                                                           |         |                      |           |                                                                       |
| 27 maart WK-kwalificatie Groep A № 615 «onderlinge duels» 19:45 uur (UTC) | Ierland | 0 – 1                | Luxemburg | Avivastadion, Dublin Toeschouwers: 0 Scheidsrechter: Fran Jović (CRO) |
| 27 maart WK-kwalificatie Groep A № 615 «onderlinge duels» 19:45 uur (UTC) |         | 85' Gerson Rodrigues |           | Avivastadion, Dublin Toeschouwers: 0 Scheidsrechter: Fran Jović (CRO) |

|                                                                             |                      |       |                                                          |                                                                                   |
| 30 maart WK-kwalificatie Groep A № 616 «onderlinge duels» 20:45 uur (UTC+2) | Luxemburg            | 1 – 3 | Portugal                                                 | Stade Josy Barthel, Luxemburg Toeschouwers: 0 Scheidsrechter: Sergej Ivanov (RUS) |
| 30 maart WK-kwalificatie Groep A № 616 «onderlinge duels» 20:45 uur (UTC+2) | Gerson Rodrigues 30' |       | 45+2' Diogo Jota 51' Cristiano Ronaldo 80' João Palhinha | Stade Josy Barthel, Luxemburg Toeschouwers: 0 Scheidsrechter: Sergej Ivanov (RUS) |

|                                                                     |                            |       |           |                                                                                       |
| 2 juni Vriendschappelijk № 617 «onderlinge duels» 19:00 uur (UTC+2) | Noorwegen                  | 1 – 0 | Luxemburg | Estadio La Rosaleda, Málaga Toeschouwers: 0 Scheidsrechter: Kristoffer Karlsson (SWE) |
| 2 juni Vriendschappelijk № 617 «onderlinge duels» 19:00 uur (UTC+2) | Erling Braut Haaland 90+2' |       |           | Estadio La Rosaleda, Málaga Toeschouwers: 0 Scheidsrechter: Kristoffer Karlsson (SWE) |

|                                                                     |           |               |           |                                                                                         |
| 6 juni Vriendschappelijk № 618 «onderlinge duels» 18:00 uur (UTC+2) | Luxemburg | 0 – 1         | Schotland | Stade Josy Barthel, Luxemburg Toeschouwers: 1.000 Scheidsrechter: Eldorjan Hamiti (ALB) |
| 6 juni Vriendschappelijk № 618 «onderlinge duels» 18:00 uur (UTC+2) |           | 27' Che Adams |           | Stade Josy Barthel, Luxemburg Toeschouwers: 1.000 Scheidsrechter: Eldorjan Hamiti (ALB) |

|                                                                                |                                              |       |                   | |
| 1 september WK-kwalificatie Groep A № 619 «onderlinge duels» 20:45 uur (UTC+2) | Luxemburg                                    | 2 – 1 | Azerbeidzjan      | Stade de Luxembourg, Luxemburg Toeschouwers: 2.000 Scheidsrechter: Irfan Peljto (BIH) Video-assistent: Marco Fritz (GER) |
| 1 september WK-kwalificatie Groep A № 619 «onderlinge duels» 20:45 uur (UTC+2) | Michael Pinto 8' Gerson Rodrigues 28' (pen.) |       | 67' Emin Mahmudov | Stade de Luxembourg, Luxemburg Toeschouwers: 2.000 Scheidsrechter: Irfan Peljto (BIH) Video-assistent: Marco Fritz (GER) |

|                                                                                |                                                                                                  |       |                   | |
| 4 september WK-kwalificatie Groep A № 620 «onderlinge duels» 18:00 uur (UTC+2) | Servië                                                                                           | 4 – 1 | Luxemburg         | Rode Sterstadion, Belgrado Toeschouwers: 10.078 Scheidsrechter: Halil Umut Meler (TUR) Video-assistent: Abdulkadir Bitigen (TUR) |
| 4 september WK-kwalificatie Groep A № 620 «onderlinge duels» 18:00 uur (UTC+2) | Aleksandar Mitrović 22' Aleksandar Mitrović 35' Maxime Chanot 82' (e.d.) Nikola Milenković 90+6' |       | 77' Olivier Thill | Rode Sterstadion, Belgrado Toeschouwers: 10.078 Scheidsrechter: Halil Umut Meler (TUR) Video-assistent: Abdulkadir Bitigen (TUR) |

|                                                                          |                            |       |                 |                                                                                          |
| 7 september Vriendschappelijk № 621 «onderlinge duels» 20:45 uur (UTC+2) | Luxemburg                  | 1 – 1 | Qatar           | Stade de Luxembourg, Luxemburg Toeschouwers: 2.000 Scheidsrechter: Jonathan Lardot (BEL) |
| 7 september Vriendschappelijk № 621 «onderlinge duels» 20:45 uur (UTC+2) | Yvandro Borges Sanches 31' |       | 43' Homam Ahmed | Stade de Luxembourg, Luxemburg Toeschouwers: 2.000 Scheidsrechter: Jonathan Lardot (BEL) |

|                                                                              |           |                    |        | |
| 9 oktober WK-kwalificatie Groep A № 622 «onderlinge duels» 20:45 uur (UTC+2) | Luxemburg | 0 – 1              | Servië | Stade de Luxembourg, Luxemburg Toeschouwers: 2.000 Scheidsrechter: William Collum (SCO) Video-assistent: Bastian Dankert (GER) |
| 9 oktober WK-kwalificatie Groep A № 622 «onderlinge duels» 20:45 uur (UTC+2) |           | 68' Dušan Vlahović |        | Stade de Luxembourg, Luxemburg Toeschouwers: 2.000 Scheidsrechter: William Collum (SCO) Video-assistent: Bastian Dankert (GER) |

|                                                                               | |       |           | |
| 12 oktober WK-kwalificatie Groep A № 623 «onderlinge duels» 19:45 uur (UTC+1) | Portugal | 5 – 0 | Luxemburg | Estádio Algarve, Loulé Toeschouwers: 18.533 Scheidsrechter: Benoît Bastien (FRA) Video-assistent: Benoît Millot (FRA) |
| 12 oktober WK-kwalificatie Groep A № 623 «onderlinge duels» 19:45 uur (UTC+1) | Cristiano Ronaldo 8' (pen.) Cristiano Ronaldo 13' (pen.) Bruno Fernandes 18' João Palhinha 69' Cristiano Ronaldo 87' |       |           | Estádio Algarve, Loulé Toeschouwers: 18.533 Scheidsrechter: Benoît Bastien (FRA) Video-assistent: Benoît Millot (FRA) |

|                                                                                |                  |       |                                                                 | |
| 11 november WK-kwalificatie Groep A № 624 «onderlinge duels» 21:00 uur (UTC+4) | Azerbeidzjan     | 1 – 3 | Luxemburg                                                       | Olympisch Stadion, Bakoe Toeschouwers: 2.986 Scheidsrechter: Manuel Schüttengruber (AUT) Video-assistent: Harald Lechner (AUT) |
| 11 november WK-kwalificatie Groep A № 624 «onderlinge duels» 21:00 uur (UTC+4) | Azər Salahlı 82' |       | 67' Gerson Rodrigues 78' Sébastien Thill 90+1' Gerson Rodrigues | Olympisch Stadion, Bakoe Toeschouwers: 2.986 Scheidsrechter: Manuel Schüttengruber (AUT) Video-assistent: Harald Lechner (AUT) |

|                                                                                |           |                                                          |         | |
| 14 november WK-kwalificatie Groep A № 625 «onderlinge duels» 20:45 uur (UTC+1) | Luxemburg | 0 – 3                                                    | Ierland | Stade de Luxembourg, Luxemburg Toeschouwers: 9.268 Scheidsrechter: Tamás Bognár (HUN) Video-assistent: Katalin Kulcsár (HUN) |
| 14 november WK-kwalificatie Groep A № 625 «onderlinge duels» 20:45 uur (UTC+1) |           | 67' Shane Duffy 75' Chiedozie Ogbene 88' Callum Robinson |         | Stade de Luxembourg, Luxemburg Toeschouwers: 9.268 Scheidsrechter: Tamás Bognár (HUN) Video-assistent: Katalin Kulcsár (HUN) |

### 2022
|                                                                       |                    |       |                                                    |                                                                                          |
| 25 maart Vriendschappelijk № 626 «onderlinge duels» 20:15 uur (UTC+1) | Luxemburg          | 1 – 3 | Noord-Ierland                                      | Stade de Luxembourg, Luxemburg Toeschouwers: 4.500 Scheidsrechter: Daniel Schlager (GER) |
| 25 maart Vriendschappelijk № 626 «onderlinge duels» 20:15 uur (UTC+1) | Marvin Martins 58' |       | 16' Josh Magennis 83' Steven Davis 85' Gavin Whyte | Stade de Luxembourg, Luxemburg Toeschouwers: 4.500 Scheidsrechter: Daniel Schlager (GER) |

|                                                                       |                       |       |           |                                                                            |
| 29 maart Vriendschappelijk № 627 «onderlinge duels» 20:45 uur (UTC+2) | Bosnië en Herzegovina | 1 – 0 | Luxemburg | Bilino Polje, Zenica Toeschouwers: 4.500 Scheidsrechter: David Šmajc (SVN) |
| 29 maart Vriendschappelijk № 627 «onderlinge duels» 20:45 uur (UTC+2) | Edin Džeko 86'        |       |           | Bilino Polje, Zenica Toeschouwers: 4.500 Scheidsrechter: David Šmajc (SVN) |

|                                                                                |          |                                   |           | |
| 4 juni UEFA Nations League Groep C1 № 628 «onderlinge duels» 19:00 uur (UTC+3) | Litouwen | 0 – 2                             | Luxemburg | LFF-stadion, Vilnius Toeschouwers: 3.009 Scheidsrechter: David Fuxman (ISR) Video-assistent: Roi Reinshreiber (ISR) |
| 4 juni UEFA Nations League Groep C1 № 628 «onderlinge duels» 19:00 uur (UTC+3) |          | 44' Danel Sinani 78' Danel Sinani |           | LFF-stadion, Vilnius Toeschouwers: 3.009 Scheidsrechter: David Fuxman (ISR) Video-assistent: Roi Reinshreiber (ISR) |

|                                                                                |         |                             |           | |
| 7 juni UEFA Nations League Groep C1 № 629 «onderlinge duels» 19:45 uur (UTC+1) | Faeröer | 0 – 1                       | Luxemburg | Tórsvøllur, Tórshavn Toeschouwers: 2.313 Scheidsrechter: Robert Hennessy (IRL) Video-assistent: Gianluca Aureliano (ITA) |
| 7 juni UEFA Nations League Groep C1 № 629 «onderlinge duels» 19:45 uur (UTC+1) |         | 74' (pen.) Gerson Rodrigues |           | Tórsvøllur, Tórshavn Toeschouwers: 2.313 Scheidsrechter: Robert Hennessy (IRL) Video-assistent: Gianluca Aureliano (ITA) |

|                                                                                 |           |                                               |         | |
| 11 juni UEFA Nations League Groep C1 № 630 «onderlinge duels» 20:45 uur (UTC+2) | Luxemburg | 0 – 2                                         | Turkije | Stade de Luxembourg, Luxemburg Toeschouwers: 9.374 Scheidsrechter: António Nobre (POR) Video-assistent: Luís Godinho (POR) |
| 11 juni UEFA Nations League Groep C1 № 630 «onderlinge duels» 20:45 uur (UTC+2) |           | 37' (pen.) Hakan Çalhanoğlu 76' Serdar Dursun |         | Stade de Luxembourg, Luxemburg Toeschouwers: 9.374 Scheidsrechter: António Nobre (POR) Video-assistent: Luís Godinho (POR) |

|                                                                                 |                                                  |       |                                             | |
| 14 juni UEFA Nations League Groep C1 № 631 «onderlinge duels» 20:45 uur (UTC+2) | Luxemburg                                        | 2 – 2 | Faeröer                                     | Stade de Luxembourg, Luxemburg Toeschouwers: 5.325 Scheidsrechter: Michael Fabbri (ITA) Video-assistent: Marco Guida (ITA) |
| 14 juni UEFA Nations League Groep C1 № 631 «onderlinge duels» 20:45 uur (UTC+2) | Gerson Rodrigues 12' (pen.) Leandro Barreiro 49' |       | 57' Jóannes Bjartalíð 59' Jóannes Bjartalíð | Stade de Luxembourg, Luxemburg Toeschouwers: 5.325 Scheidsrechter: Michael Fabbri (ITA) Video-assistent: Marco Guida (ITA) |

|                                                                                      |                                                                    |       |                                                         | |
| 22 september UEFA Nations League Groep C1 № 632 «onderlinge duels» 21:45 uur (UTC+3) | Turkije                                                            | 3 – 3 | Luxemburg                                               | Başakşehir Fatih Terimstadion, Istanboel Toeschouwers: 12.708 Scheidsrechter: Tobias Stieler (GER) Video-assistent: Benjamin Brand (GER) |
| 22 september UEFA Nations League Groep C1 № 632 «onderlinge duels» 21:45 uur (UTC+3) | Cengiz Ünder 16' (pen.) Maxime Chanot 39' (e.d.) İsmail Yüksek 87' |       | 8' Marvin Martins 37' Danel Sinani 69' Gerson Rodrigues | Başakşehir Fatih Terimstadion, Istanboel Toeschouwers: 12.708 Scheidsrechter: Tobias Stieler (GER) Video-assistent: Benjamin Brand (GER) |

|                                                                                      |                      |       |          | |
| 25 september UEFA Nations League Groep C1 № 633 «onderlinge duels» 20:45 uur (UTC+2) | Luxemburg            | 1 – 0 | Litouwen | Stade de Luxembourg, Luxemburg Toeschouwers: 5.340 Scheidsrechter: Giorgi Kroeasjvili (GEO) Video-assistent: Tomasz Kwiatkowski (POL) |
| 25 september UEFA Nations League Groep C1 № 633 «onderlinge duels» 20:45 uur (UTC+2) | Gerson Rodrigues 89' |       |          | Stade de Luxembourg, Luxemburg Toeschouwers: 5.340 Scheidsrechter: Giorgi Kroeasjvili (GEO) Video-assistent: Tomasz Kwiatkowski (POL) |

|                                                                          |                                              |       |                                     |                                                                                          |
| 17 november Vriendschappelijk № 634 «onderlinge duels» 20:00 uur (UTC+1) | Luxemburg                                    | 2 – 2 | Hongarije                           | Stade de Luxembourg, Luxemburg Toeschouwers: 3.571 Scheidsrechter: Jonathan Lardot (BEL) |
| 17 november Vriendschappelijk № 634 «onderlinge duels» 20:00 uur (UTC+1) | Gerson Rodrigues 7' (pen.) Alessio Curci 77' |       | 25' Attila Szalai 67' András Németh | Stade de Luxembourg, Luxemburg Toeschouwers: 3.571 Scheidsrechter: Jonathan Lardot (BEL) |

|                                                                          |           |       |           |                                                                                                |
| 20 november Vriendschappelijk № 635 «onderlinge duels» 15:00 uur (UTC+1) | Luxemburg | 0 – 0 | Bulgarije | Stade de Luxembourg, Luxemburg Toeschouwers: 4.700 Scheidsrechter: Manfredas Lukjančukas (LTU) |
| 20 november Vriendschappelijk № 635 «onderlinge duels» 15:00 uur (UTC+1) |           |       |           | Stade de Luxembourg, Luxemburg Toeschouwers: 4.700 Scheidsrechter: Manfredas Lukjančukas (LTU) |

### 2023
|                                                                             |           |       |           | |
| 23 maart EK-kwalificatie Groep J № 636 «onderlinge duels» 20:45 uur (UTC+1) | Slowakije | 0 – 0 | Luxemburg | Štadión Antona Malatinského, Trnava Toeschouwers: 3.523 Scheidsrechter: Rade Obrenovič (SVN) Video-assistent: Matej Jug (SVN) |
| 23 maart EK-kwalificatie Groep J № 636 «onderlinge duels» 20:45 uur (UTC+1) |           |       |           | Štadión Antona Malatinského, Trnava Toeschouwers: 3.523 Scheidsrechter: Rade Obrenovič (SVN) Video-assistent: Matej Jug (SVN) |

|                                                                             |           | |          | |
| 26 maart EK-kwalificatie Groep J № 637 «onderlinge duels» 20:45 uur (UTC+2) | Luxemburg | 0 – 6                                                                                                   | Portugal | Stade de Luxembourg, Luxemburg Toeschouwers: 9.132 Scheidsrechter: Radu Petrescu (ROU) Video-assistent: Ovidiu Haţegan (ROU) |
| 26 maart EK-kwalificatie Groep J № 637 «onderlinge duels» 20:45 uur (UTC+2) |           | 9' Cristiano Ronaldo 15' João Félix 18' Bernardo Silva 31' Cristiano Ronaldo 77' Otávio 88' Rafael Leão |          | Stade de Luxembourg, Luxemburg Toeschouwers: 9.132 Scheidsrechter: Radu Petrescu (ROU) Video-assistent: Ovidiu Haţegan (ROU) |

|                                                                     |           |                  |       |                                                                                          |
| 9 juni Vriendschappelijk № 638 «onderlinge duels» 20:15 uur (UTC+2) | Luxemburg | 0 – 1            | Malta | Stade de Luxembourg, Luxemburg Toeschouwers: 4.028 Scheidsrechter: Eldorjan Hamiti (ALB) |
| 9 juni Vriendschappelijk № 638 «onderlinge duels» 20:15 uur (UTC+2) |           | 64' Kyrian Nwoko |       | Stade de Luxembourg, Luxemburg Toeschouwers: 4.028 Scheidsrechter: Eldorjan Hamiti (ALB) |

|                                                                            |                                       |       |               | |
| 17 juni EK-kwalificatie Groep J № 639 «onderlinge duels» 15:00 uur (UTC+2) | Luxemburg                             | 2 – 0 | Liechtenstein | Stade de Luxembourg, Luxemburg Toeschouwers: 6.806 Scheidsrechter: Oleksij Derevinskyj (UKR) Video-assistent: Benoît Bastien (FRA) |
| 17 juni EK-kwalificatie Groep J № 639 «onderlinge duels» 15:00 uur (UTC+2) | Danel Sinani 59' Gerson Rodrigues 89' |       |               | Stade de Luxembourg, Luxemburg Toeschouwers: 6.806 Scheidsrechter: Oleksij Derevinskyj (UKR) Video-assistent: Benoît Bastien (FRA) |

|                                                                            |                 |                                            |           | |
| 20 juni EK-kwalificatie Groep J № 640 «onderlinge duels» 20:45 uur (UTC+2) | Bosnië en Herz. | 0 – 2                                      | Luxemburg | Bilino Polje, Zenica Toeschouwers: 8.600 Scheidsrechter: Gal Leibovitz (ISR) Video-assistent: Ziv Adler (ISR) |
| 20 juni EK-kwalificatie Groep J № 640 «onderlinge duels» 20:45 uur (UTC+2) |                 | 4' Yvandro Borges Sanches 74' Danel Sinani |           | Bilino Polje, Zenica Toeschouwers: 8.600 Scheidsrechter: Gal Leibovitz (ISR) Video-assistent: Ziv Adler (ISR) |

|                                                                                |                                                                     |       |                      | |
| 8 september EK-kwalificatie Groep J № 641 «onderlinge duels» 20:45 uur (UTC+2) | Luxemburg                                                           | 3 – 1 | IJsland              | Stade de Luxembourg, Luxemburg Toeschouwers: 7.427 Scheidsrechter: Goga Kikatsjeisjvili (GEO) Video-assistent: Ziv Adler (ISR) |
| 8 september EK-kwalificatie Groep J № 641 «onderlinge duels» 20:45 uur (UTC+2) | Maxime Chanot 9' (pen.) Yvandro Borges Sanches 70' Danel Sinani 89' |       | 88' Hákon Haraldsson | Stade de Luxembourg, Luxemburg Toeschouwers: 7.427 Scheidsrechter: Goga Kikatsjeisjvili (GEO) Video-assistent: Ziv Adler (ISR) |

|                                                                                 | |       |           | |
| 11 september EK-kwalificatie Groep J № 642 «onderlinge duels» 19:45 uur (UTC+1) | Portugal | 9 – 0 | Luxemburg | Estádio Algarve, Loulé Toeschouwers: 9.231 Scheidsrechter: John Brooks (ENG) Video-assistent: Stuart Attwell (ENG) |
| 11 september EK-kwalificatie Groep J № 642 «onderlinge duels» 19:45 uur (UTC+1) | Gonçalo Inácio 12' Gonçalo Ramos 18' Gonçalo Ramos 34' Gonçalo Inácio 45+4' Diogo Jota 57' Ricardo Horta 67' Diogo Jota 77' Bruno Fernandes 83' João Félix 88' |       |           | Estádio Algarve, Loulé Toeschouwers: 9.231 Scheidsrechter: John Brooks (ENG) Video-assistent: Stuart Attwell (ENG) |

|                                                                             |                    |       |                      | |
| 13 oktober EK-kwalificatie Groep J № 643 «onderlinge duels» 18:45 uur (UTC) | IJsland            | 1 – 1 | Luxemburg            | Laugardalsvöllur, Reykjavik Toeschouwers: 4.568 Scheidsrechter: Sebastian Gishamer (AUT) Video-assistent: Manuel Schüttengruber (AUT) |
| 13 oktober EK-kwalificatie Groep J № 643 «onderlinge duels» 18:45 uur (UTC) | Orri Óskarsson 23' |       | 46' Gerson Rodrigues | Laugardalsvöllur, Reykjavik Toeschouwers: 4.568 Scheidsrechter: Sebastian Gishamer (AUT) Video-assistent: Manuel Schüttengruber (AUT) |

|                                                                               |           |                 |           | |
| 16 oktober EK-kwalificatie Groep J № 644 «onderlinge duels» 20:45 uur (UTC+2) | Luxemburg | 0 – 1           | Slowakije | Stade de Luxembourg, Luxemburg Toeschouwers: 9.386 Scheidsrechter: José María Sánchez Martínez (ESP) Video-assistent: Carlos del Cerro Grande (ESP) |
| 16 oktober EK-kwalificatie Groep J № 644 «onderlinge duels» 20:45 uur (UTC+2) |           | 77' Dávid Ďuriš |           | Stade de Luxembourg, Luxemburg Toeschouwers: 9.386 Scheidsrechter: José María Sánchez Martínez (ESP) Video-assistent: Carlos del Cerro Grande (ESP) |

|                                                                                |                                                                                               |       |                       | |
| 16 november EK-kwalificatie Groep J № 645 «onderlinge duels» 20:45 uur (UTC+1) | Luxemburg                                                                                     | 4 – 1 | Bosnië en Herzegovina | Stade de Luxembourg, Luxemburg Toeschouwers: 8.520 Scheidsrechter: Andris Treimanis (LVA) Video-assistent: Dennis Higler (NED) |
| 16 november EK-kwalificatie Groep J № 645 «onderlinge duels» 20:45 uur (UTC+1) | Mathias Olesen 6' Gerson Rodrigues 30' (pen.) Nihad Mujakić 55' (e.d.) Gerson Rodrigues 90+5' |       | 90+3' Renato Gojković | Stade de Luxembourg, Luxemburg Toeschouwers: 8.520 Scheidsrechter: Andris Treimanis (LVA) Video-assistent: Dennis Higler (NED) |

|                                                                                |               |                      |           | |
| 19 november EK-kwalificatie Groep J № 646 «onderlinge duels» 20:45 uur (UTC+1) | Liechtenstein | 0 – 1                | Luxemburg | Rheinparkstadion, Vaduz Toeschouwers: 2.241 Scheidsrechter: Stéphanie Frappart (FRA) Video-assistent: Willy Delajod (FRA) |
| 19 november EK-kwalificatie Groep J № 646 «onderlinge duels» 20:45 uur (UTC+1) |               | 69' Gerson Rodrigues |           | Rheinparkstadion, Vaduz Toeschouwers: 2.241 Scheidsrechter: Stéphanie Frappart (FRA) Video-assistent: Willy Delajod (FRA) |

### 2024
|                                                                              |                                             |       |           | |
| 21 maart EK-kwalificatie Play-off № 647 «onderlinge duels» 21:00 uur (UTC+4) | Georgië                                     | 2 – 0 | Luxemburg | Boris Paitsjadzestadion, Tbilisi Toeschouwers: 51.404 Scheidsrechter: José María Sánchez Martínez (ESP) Video-assistent: Juan Martínez Munuera (ESP) |
| 21 maart EK-kwalificatie Play-off № 647 «onderlinge duels» 21:00 uur (UTC+4) | Boedoe Zivzivadze 40' Boedoe Zivzivadze 63' |       |           | Boris Paitsjadzestadion, Tbilisi Toeschouwers: 51.404 Scheidsrechter: José María Sánchez Martínez (ESP) Video-assistent: Juan Martínez Munuera (ESP) |

|                                                                       |                                       |       |                     |                                                                                            |
| 26 maart Vriendschappelijk № 648 «onderlinge duels» 20:45 uur (UTC+1) | Luxemburg                             | 2 – 1 | Kazachstan          | Stade de Luxembourg, Luxemburg Toeschouwers: 9.000 Scheidsrechter: Christian Dingert (GER) |
| 26 maart Vriendschappelijk № 648 «onderlinge duels» 20:45 uur (UTC+1) | Gerson Rodrigues 24' Danel Sinani 45' |       | 2' Adilet Sadybekov | Stade de Luxembourg, Luxemburg Toeschouwers: 9.000 Scheidsrechter: Christian Dingert (GER) |

|                                                                     |                                                             |       |           | |
| 5 juni Vriendschappelijk № 649 «onderlinge duels» 21:00 uur (UTC+2) | Frankrijk                                                   | 3 – 0 | Luxemburg | Stade Saint-Symphorien, Metz Toeschouwers: 25.590 Scheidsrechter: Lawrence Visser (BEL) Video-assistent: Bram Van Driessche (BEL) |
| 5 juni Vriendschappelijk № 649 «onderlinge duels» 21:00 uur (UTC+2) | Randal Kolo Muani 43' Jonathan Clauss 70' Kylian Mbappé 85' |       |           | Stade Saint-Symphorien, Metz Toeschouwers: 25.590 Scheidsrechter: Lawrence Visser (BEL) Video-assistent: Bram Van Driessche (BEL) |

|                                                                     |                                                                 |       |           |                                                                                              |
| 8 juni Vriendschappelijk № 650 «onderlinge duels» 20:00 uur (UTC+2) | België                                                          | 3 – 0 | Luxemburg | Koning Boudewijnstadion, Brussel Toeschouwers: 35.287 Scheidsrechter: Paweł Raczkowski (POL) |
| 8 juni Vriendschappelijk № 650 «onderlinge duels» 20:00 uur (UTC+2) | Romelu Lukaku 42' (pen.) Romelu Lukaku 57' Leandro Trossard 81' |       |           | Koning Boudewijnstadion, Brussel Toeschouwers: 35.287 Scheidsrechter: Paweł Raczkowski (POL) |

|                                                                                     |                                     |       |           | |
| 5 september UEFA Nations League Groep C3 № 651 «onderlinge duels» 19:45 uur (UTC+1) | Noord-Ierland                       | 2 – 0 | Luxemburg | Windsor Park, Belfast Toeschouwers: 17.213 Scheidsrechter: Marian Barbu (ROU) Video-assistent: Sebastian Colțescu (ROU) |
| 5 september UEFA Nations League Groep C3 № 651 «onderlinge duels» 19:45 uur (UTC+1) | Paddy McNair 11' Daniel Ballard 17' |       |           | Windsor Park, Belfast Toeschouwers: 17.213 Scheidsrechter: Marian Barbu (ROU) Video-assistent: Sebastian Colțescu (ROU) |

|                                                                                     |           |                    |             | |
| 8 september UEFA Nations League Groep C3 № 652 «onderlinge duels» 15:00 uur (UTC+2) | Luxemburg | 0 – 1              | Wit-Rusland | Stade de Luxembourg, Luxemburg Toeschouwers: 6.820 Scheidsrechter: Lawrence Visser (BEL) Video-assistent: Clay Ruperti (NED) |
| 8 september UEFA Nations League Groep C3 № 652 «onderlinge duels» 15:00 uur (UTC+2) |           | 76' Valery Gramyka |             | Stade de Luxembourg, Luxemburg Toeschouwers: 6.820 Scheidsrechter: Lawrence Visser (BEL) Video-assistent: Clay Ruperti (NED) |

|                                                                                    |           |       |           | |
| 12 oktober UEFA Nations League Groep C3 № 653 «onderlinge duels» 19:00 uur (UTC+3) | Bulgarije | 0 – 0 | Luxemburg | Christo Botevstadion, Plovdiv Toeschouwers: 15.800 Scheidsrechter: David Šmajc (SVN) Video-assistent: Alen Borošak (SVN) |
| 12 oktober UEFA Nations League Groep C3 № 653 «onderlinge duels» 19:00 uur (UTC+3) |           |       |           | Christo Botevstadion, Plovdiv Toeschouwers: 15.800 Scheidsrechter: David Šmajc (SVN) Video-assistent: Alen Borošak (SVN) |

|                                                                                    |                        |       |                             | |
| 15 oktober UEFA Nations League Groep C3 № 654 «onderlinge duels» 20:45 uur (UTC+2) | Wit-Rusland            | 1 – 1 | Luxemburg                   | ZTE Arena, Zalaegerszeg (Hongarije) Toeschouwers: 0 Scheidsrechter: Atilla Karaoğlan (TUR) Video-assistent: Christian Dingert (GER) |
| 15 oktober UEFA Nations League Groep C3 № 654 «onderlinge duels» 20:45 uur (UTC+2) | Sergej Politevitsj 54' |       | 78' (pen.) Gerson Rodrigues | ZTE Arena, Zalaegerszeg (Hongarije) Toeschouwers: 0 Scheidsrechter: Atilla Karaoğlan (TUR) Video-assistent: Christian Dingert (GER) |

|                                                                                     |           |                   |           | |
| 15 november UEFA Nations League Groep C3 № 655 «onderlinge duels» 20:45 uur (UTC+1) | Luxemburg | 0 – 1             | Bulgarije | Stade de Luxembourg, Luxemburg Toeschouwers: 8.307 Scheidsrechter: Juri Frischer (EST) Video-assistent: Kristo Tohver (EST) |
| 15 november UEFA Nations League Groep C3 № 655 «onderlinge duels» 20:45 uur (UTC+1) |           | 23' Andrian Kraev |           | Stade de Luxembourg, Luxemburg Toeschouwers: 8.307 Scheidsrechter: Juri Frischer (EST) Video-assistent: Kristo Tohver (EST) |

|                                                                                     |                                     |       |                                   | |
| 18 november UEFA Nations League Groep C3 № 656 «onderlinge duels» 20:45 uur (UTC+1) | Luxemburg                           | 2 – 2 | Noord-Ierland                     | Stade de Luxembourg, Luxemburg Toeschouwers: 6.870 Scheidsrechter: Elçin Məsiyev (AZE) Video-assistent: Peter Bankes (ENG) |
| 18 november UEFA Nations League Groep C3 № 656 «onderlinge duels» 20:45 uur (UTC+1) | Seid Korac 72' Gerson Rodrigues 75' |       | 19' Isaac Price 50' Conor Bradley | Stade de Luxembourg, Luxemburg Toeschouwers: 6.870 Scheidsrechter: Elçin Məsiyev (AZE) Video-assistent: Peter Bankes (ENG) |

### 2025
|                                                                       |                |       |        |                                                                                       |
| 22 maart Vriendschappelijk № 657 «onderlinge duels» 18:00 uur (UTC+1) | Luxemburg      | 1 – 0 | Zweden | Stade de Luxembourg, Luxemburg Toeschouwers: 9.214 Scheidsrechter: Luca Cibelli (SUI) |
| 22 maart Vriendschappelijk № 657 «onderlinge duels» 18:00 uur (UTC+1) | Seid Korac 23' |       |        | Stade de Luxembourg, Luxemburg Toeschouwers: 9.214 Scheidsrechter: Luca Cibelli (SUI) |

|                                                                       |                                                         |       |                         | |
| 25 maart Vriendschappelijk № 658 «onderlinge duels» 20:45 uur (UTC+1) | Zwitserland                                             | 3 – 1 | Luxemburg               | Kybunpark, Sankt Gallen Toeschouwers: 8.363 Scheidsrechter: Enea Jorgji (ALB) Video-assistent: Kreshnik Barjamaj (ALB) |
| 25 maart Vriendschappelijk № 658 «onderlinge duels» 20:45 uur (UTC+1) | Ruben Vargas 9' Breel Embolo 12' (pen.) Miro Muheim 29' |       | 89' (pen.) Danel Sinani | Kybunpark, Sankt Gallen Toeschouwers: 8.363 Scheidsrechter: Enea Jorgji (ALB) Video-assistent: Kreshnik Barjamaj (ALB) |

|                                                                     |           |                   |          |                                                                                              |
| 6 juni Vriendschappelijk № 659 «onderlinge duels» 20:15 uur (UTC+2) | Luxemburg | 0 – 1             | Slovenië | Stade de Luxembourg, Luxemburg Toeschouwers: 7.508 Scheidsrechter: Matthew De Gabriele (MLT) |
| 6 juni Vriendschappelijk № 659 «onderlinge duels» 20:15 uur (UTC+2) |           | 44' Tamar Svetlin |          | Stade de Luxembourg, Luxemburg Toeschouwers: 7.508 Scheidsrechter: Matthew De Gabriele (MLT) |

|                                                                      |           |   |         |                                                                                        |
| 10 juni Vriendschappelijk № 660 «onderlinge duels» 20:45 uur (UTC+2) | Luxemburg | – | Ierland | Stade de Luxembourg, Luxemburg Toeschouwers: n.n.b. Scheidsrechter: Stefan Ebner (AUT) |
| 10 juni Vriendschappelijk № 660 «onderlinge duels» 20:45 uur (UTC+2) |           |   |         | Stade de Luxembourg, Luxemburg Toeschouwers: n.n.b. Scheidsrechter: Stefan Ebner (AUT) |

|                                                                                |           |   |               |                                                    |
| 4 september WK-kwalificatie Groep A № 661 «onderlinge duels» 20:45 uur (UTC+2) | Luxemburg | – | Noord-Ierland | n.n.b. Toeschouwers: n.n.b. Scheidsrechter: n.n.b. |
| 4 september WK-kwalificatie Groep A № 661 «onderlinge duels» 20:45 uur (UTC+2) |           |   |               | n.n.b. Toeschouwers: n.n.b. Scheidsrechter: n.n.b. |

|                                                                                |           |   |           |                                                    |
| 7 september WK-kwalificatie Groep A № 662 «onderlinge duels» 20:45 uur (UTC+2) | Luxemburg | – | Slowakije | n.n.b. Toeschouwers: n.n.b. Scheidsrechter: n.n.b. |
| 7 september WK-kwalificatie Groep A № 662 «onderlinge duels» 20:45 uur (UTC+2) |           |   |           | n.n.b. Toeschouwers: n.n.b. Scheidsrechter: n.n.b. |

|                                                                               |           |   |           |                                                                     |
| 10 oktober WK-kwalificatie Groep A № 663 «onderlinge duels» 20:45 uur (UTC+2) | Duitsland | – | Luxemburg | PreZero Arena, Sinsheim Toeschouwers: n.n.b. Scheidsrechter: n.n.b. |
| 10 oktober WK-kwalificatie Groep A № 663 «onderlinge duels» 20:45 uur (UTC+2) |           |   |           | PreZero Arena, Sinsheim Toeschouwers: n.n.b. Scheidsrechter: n.n.b. |

|                                                                               |           |   |           |                                                    |
| 13 oktober WK-kwalificatie Groep A № 664 «onderlinge duels» 20:45 uur (UTC+2) | Slowakije | – | Luxemburg | n.n.b. Toeschouwers: n.n.b. Scheidsrechter: n.n.b. |
| 13 oktober WK-kwalificatie Groep A № 664 «onderlinge duels» 20:45 uur (UTC+2) |           |   |           | n.n.b. Toeschouwers: n.n.b. Scheidsrechter: n.n.b. |

|                                                                                |           |   |           |                                                                            |
| 14 november WK-kwalificatie Groep A № 665 «onderlinge duels» 20:45 uur (UTC+1) | Luxemburg | – | Duitsland | Stade de Luxembourg, Luxemburg Toeschouwers: n.n.b. Scheidsrechter: n.n.b. |
| 14 november WK-kwalificatie Groep A № 665 «onderlinge duels» 20:45 uur (UTC+1) |           |   |           | Stade de Luxembourg, Luxemburg Toeschouwers: n.n.b. Scheidsrechter: n.n.b. |

|                                                                              |               |   |           |                                                                   |
| 17 november WK-kwalificatie Groep A № 666 «onderlinge duels» 19:45 uur (UTC) | Noord-Ierland | – | Luxemburg | Windsor Park, Belfast Toeschouwers: n.n.b. Scheidsrechter: n.n.b. |
| 17 november WK-kwalificatie Groep A № 666 «onderlinge duels» 19:45 uur (UTC) |               |   |           | Windsor Park, Belfast Toeschouwers: n.n.b. Scheidsrechter: n.n.b. |

### 2026
|                                                                                   |       |   |           |                                                    |
| 26 maart UEFA Nations League Play-outs № 667 «onderlinge duels» 18:00 uur (UTC+1) | Malta | – | Luxemburg | n.n.b. Toeschouwers: n.n.b. Scheidsrechter: n.n.b. |
| 26 maart UEFA Nations League Play-outs № 667 «onderlinge duels» 18:00 uur (UTC+1) |       |   |           | n.n.b. Toeschouwers: n.n.b. Scheidsrechter: n.n.b. |

|                                                                                   |           |   |       |                                                    |
| 31 maart UEFA Nations League Play-outs № 668 «onderlinge duels» 18:00 uur (UTC+2) | Luxemburg | – | Malta | n.n.b. Toeschouwers: n.n.b. Scheidsrechter: n.n.b. |
| 31 maart UEFA Nations League Play-outs № 668 «onderlinge duels» 18:00 uur (UTC+2) |           |   |       | n.n.b. Toeschouwers: n.n.b. Scheidsrechter: n.n.b. |

FLF · A-internationals · Bondscoaches · Statistieken · Luxemburgs vrouwenelftal · Luxemburg U21 · Luxemburg U19 · Luxemburg U18 · Luxemburg U17 · Luxemburg U16
1911 – 1919 ·
1920 – 1929 ·
1930 – 1939 ·
1940 – 1949 ·
1950 – 1959 ·
1960 – 1969 ·
1970 – 1979 ·
1980 – 1989 ·
1990 – 1999 ·
2000 – 2009 ·
2010 – 2019 ·
2020 − 2029
OS 1920 · 
OS 1924 · 
OS 1928 · 
OS 1936 · 
OS 1948 · 
OS 1952
1911 · 
1912 · 
1913 · 
1914 · 
1915 · 1916 · 1917 · 1918 · 1919 · 
1920 · 
1921 · 1922 · 1923 · 
1924 · 
1925 · 1926 · 
1927 · 
1928 · 
1929 · 1930 · 1931 · 1932 · 1933 · 
1934 · 
1935 · 
1936 · 
1937 · 
1938 · 
1939 · 
1940 · 
1941 · 1942 · 1943 · 1944 · 
1945 · 
1946 · 
1947 · 
1948 · 
1949 · 
1950 · 
1952 · 
1952 · 
1953 · 
1954 · 
1955 · 
1956 · 
1957 · 
1958 · 
1959 · 
1960 · 
1961 · 
1962 · 
1963 · 
1964 · 
1965 · 
1966 · 
1967 · 
1968 · 
1969 · 
1970 · 
1971 · 
1972 · 
1973 · 
1974 · 
1975 · 
1976 · 
1977 · 
1978 · 
1979 · 
1980 · 
1981 · 
1982 · 
1983 · 
1984 · 
1985 · 
1986 · 
1987 · 
1988 · 
1989 · 
1990 · 
1991 · 
1992 · 
1993 · 
1994 · 
1995 · 
1996 · 
1997 · 
1998 · 
1999 · 
2000 · 
2001 · 
2002 · 
2003 · 
2004 · 
2005 · 
2006 · 
2007 · 
2008 · 
2009 · 
2010 · 
2011 · 
2012 · 
2013 · 
2014 · 
2015 ·
2016 ·
2017 ·
2018 ·
2019 ·
2020 ·
2021
Afghanistan ·
Albanië ·
Algerije ·
Armenië ·
Azerbeidzjan ·
België ·
Bosnië en Herzegovina ·
Brazilië ·
Bulgarije ·
Canada ·
Cyprus ·
DDR ·
Denemarken ·
(West-)Duitsland ·
Egypte ·
Engeland ·
Estland ·
Faeröer ·
Finland ·
Frankrijk ·
Gambia ·
Georgië ·
Griekenland ·
Hongarije ·
Ierland ·
IJsland ·
Israël ·
Italië ·
Japan ·
Joegoslavië ·
Kaapverdië ·
Kameroen ·
Kazachstan ·
Letland ·
Liechtenstein ·
Litouwen ·
Madagaskar ·
Malta ·
Marokko ·
Mexico ·
Moldavië ·
Montenegro ·
Myanmar ·
Nederland ·
Nigeria ·
Noord-Ierland ·
Noord-Macedonië ·
Noorwegen ·
Oekraïne ·
Oostenrijk ·
Polen ·
Portugal ·
Qatar ·
Roemenië ·
Rusland ·
San Marino ·
Saoedi-Arabië ·
Schotland ·
Senegal ·
Servië ·
Servië en Montenegro ·
Slovenië ·
Slowakije ·
Sovjet-Unie ·
Spanje ·
Thailand ·
Togo ·
Tsjechië ·
Tsjecho-Slowakije ·
Turkije ·
Uruguay ·
Verenigde Staten ·
Wales ·
Wit-Rusland ·
Zuid-Korea ·
Zweden ·
Zwitserland
CONMEBOL: Argentinië · Bolivia · Brazilië · Chili · Colombia · Ecuador · Paraguay · Peru · Uruguay · Venezuela

UEFA: Albanië · Andorra · Armenië · Azerbeidzjan · België · Bosnië en Herzegovina · Bulgarije · Cyprus · Denemarken · Duitsland · Engeland · Estland · Faeröer · Finland · Frankrijk · Georgië · Gibraltar · Griekenland · Hongarije · IJsland · Ierland · Israël · Italië · Kazachstan · Kosovo · Kroatië · Letland · Liechtenstein · Litouwen · Luxemburg · Malta · Moldavië · Montenegro · Nederland · Noord-Ierland · Noord-Macedonië · Noorwegen · Oekraïne · Oostenrijk · Polen · Portugal · Roemenië · Rusland · San Marino · Schotland · Servië · Slovenië · Slowakije · Spanje · Tsjechië · Turkije · Wales · Wit-Rusland · Zweden · Zwitserland

AFC: Australië · China · Irak · Iran · Japan · Libanon · Oezbekistan · Oman · Qatar · Saoedi-Arabië · Syrië · Verenigde Arabische Emiraten · Vietnam · Zuid-Korea

CAF: Algerije · Burkina Faso · Congo-Kinshasa · Egypte · Ghana · Ivoorkust · Kaapverdië · Kameroen · Mali · Marokko · Nigeria · Senegal · Tunesië · Zuid-Afrika

CONCACAF: Canada · Costa Rica · Curaçao · El Salvador · Honduras · Jamaica · Mexico · Panama · Suriname · Verenigde Staten

OFC: Nieuw-Zeeland